# Frans van Kuijk
Frans van Kuijk (Oudenbosch, 24 februari 1962) is een Nederlands carambolebiljarter die is gespecialiseerd in het driebanden.
Hij won het Nederlands kampioenschap driebanden in februari 2004 met een overwinning in de finale op zijn plaatsgenoot Gerwin Valentijn.
Hij nam in 2002 met Raimond Burgman als Nederland B deel aan het wereldkampioenschap driebanden voor landenteams in Viersen maar kwam daarmee onder andere door persoonlijke nederlagen tegen Fabrice Puigvert en Dion Nelin niet door de voorronde.
Op 22 oktober 2017 maakte hij een slotserie van 25 in het driebanden. Zijn hoogste serie staat op 27, één punt onder het wereldrecord.